# Pine Island (Minnesota)
Pine Island é uma cidade localizada no estado americano de Minnesota, no Condado de Goodhue e Condado de Olmsted.

## Demografia
Segundo o censo americano de 2000, a sua população era de 2337 habitantes.
Em 2006, foi estimada uma população de 3251, um aumento de 914 (39.1%).

## Geografia
De acordo com o United States Census Bureau tem uma área de
7,7 km², dos quais 7,6 km² cobertos por terra e 0,1 km² cobertos por água. Pine Island localiza-se a aproximadamente 306 m acima do nível do mar.

## Localidades na vizinhança
O diagrama seguinte representa as localidades num raio de 20 km ao redor de Pine Island.